# Christian Ferdinand Wilse
Christian Ferdinand Wilse (8. juni 1790 i København – 22. august 1860 i Jægersborg) var en dansk højesteretsassessor og nationalbankdirektør.
Han var en søn af overretsprokurator Jacob Ferdinand Wilse (19. marts 1758 - 13. oktober 1830) og Cecilie Christence født Cappel (27. december 1766 - 19. februar 1834). Han blev 1807 student fra Metropolitanskolen, 1810 juridisk kandidat, 1812 underkancellist i Danske Kancelli, 1818 protokolsekretær i Højesteret, 1819 assessor i Landsover- samt Hof- og Stadsretten, 1831 tillige kongens foged i København, men udnævntes allerede samme år til assessor i Højesteret, hvilken stilling han dog atter foreløbig opgav, da han 1845 blev nationalbankdirektør. 1858 indtrådte han på ny i Højesteret og beklædte dette embede til sin død (22. august 1860 i Jægersborg). I en lang årrække ledede han desuden som forstander det daværende praktisk-juridiske selskabs øvelser for studerende ved Københavns Universitet. 1829 var han blevet justitsråd, 10. juni 1841 Ridder af Dannebrog og 1859 konferensråd.
Ha var 1840 blevet repræsentant i Nationalbanken, 1843 formand for repræsentantskabet; 1841-52 og 1853 repræsentant i Det kgl. octroyerede alm. Brandassurance-Compagni for Varer og Effecter og 1856 direktør.
Han blev 27. september 1828 gift med Anna Augusta Sophie Elisabeth Phister (23. juli 1803 - 31. december 1840), datter af førstelærer, senere klokker ved Helliggeistes Kirke Ludvig Harboe Phister og Christine Marie Zahrtmann og en søster til skuespiller Ludvig Phister.